# Fusione mitocondriale
I mitocondri sono organelli dinamici dotati della capacità di fondersi e dividersi (fissione), formando reti tubulari in continuo cambiamento nella maggior parte delle cellule eucariotiche. Queste dinamiche mitocondriali, osservate per la prima volta più di cento anni fa sono importanti per la salute della cellula, e difetti in questi processi portano disturbi genetici. Attraverso la fusione, i mitocondri possono prevenire pericolose conseguenze del malfunzionamento genetico. Il processo di fusione mitocondriale coinvolge una serie di proteine che assistono la cellula durante la serie di eventi che caratterizzano questo processo.

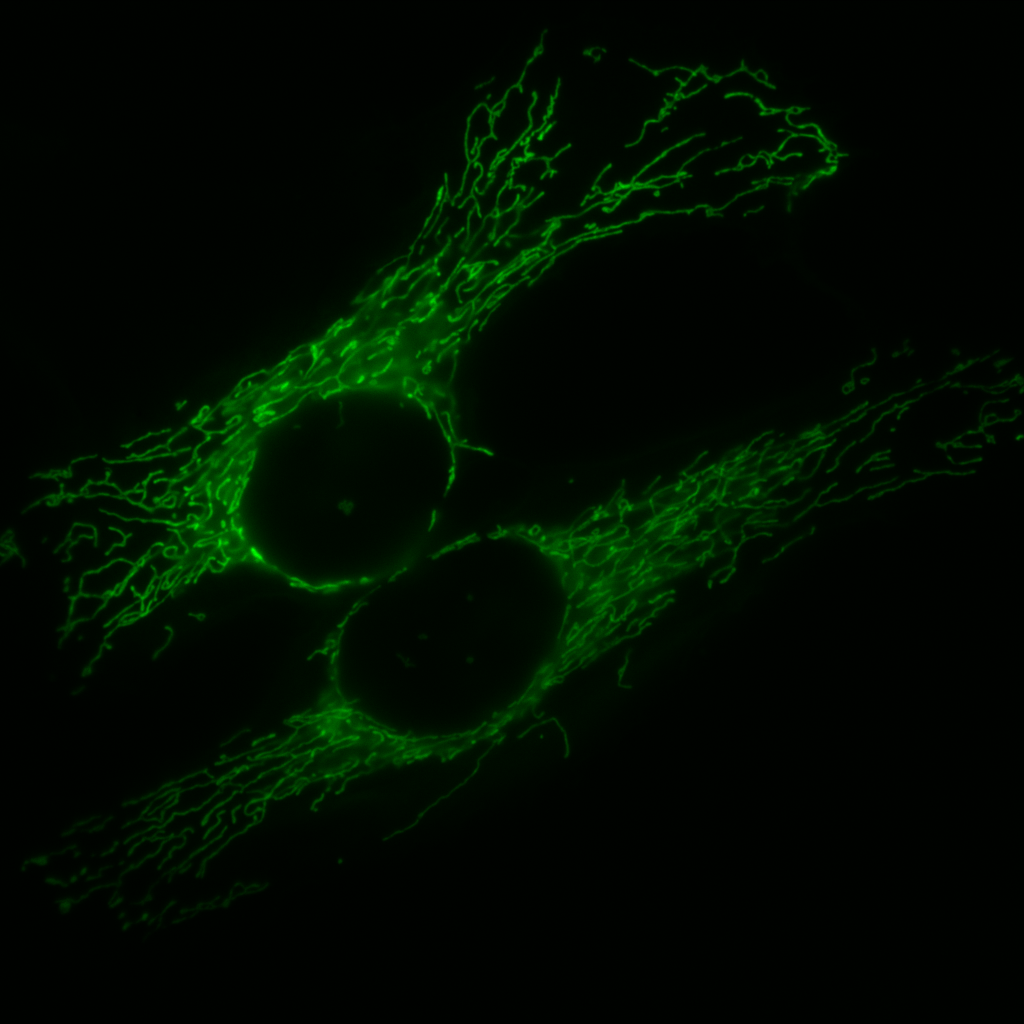
Rete mitocondriale (verde) in due cellule umane (cellule HeLa)

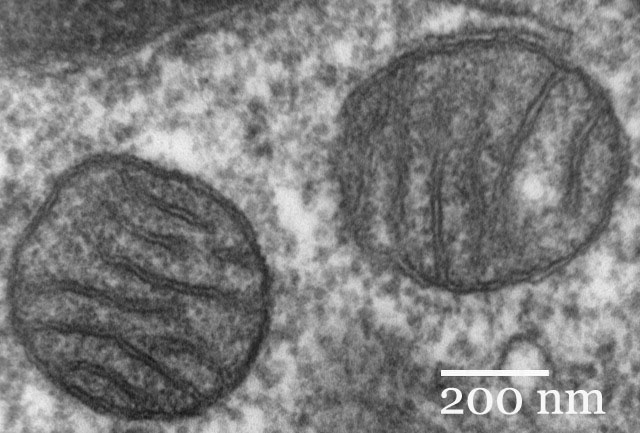
Mitocondri, polmone dei mammiferi - TEM (2)

Quando le cellule subiscono stress metabolici o ambientali, la fusione e la fissione mitocondriale contribuiscono a mantenere i mitocondri funzionali. Un aumento dell'attività di fusione porta all'allungamento mitocondriale, mentre un aumento dell'attività di fissione provoca la frammentazione mitocondriale. I componenti di questo processo possono influenzare la morte cellulare programmata e portare a disturbi neurodegenerativi come il morbo di Parkinson. Tale morte cellulare può essere causata da alterazioni nel processo sia di fusione che di fissione.
La forma dei mitocondri nelle cellule cambia continuamente attraverso una combinazione di fissione, fusione e movimento. Nello specifico, la fusione aiuta a modificare lo stress integrando il contenuto dei mitocondri leggermente danneggiati  come forma di complementazione. Permettendo la complementarità genetica, la fusione mitocondriale consente a due genomi  mitocondriali con difetti differenti, presenti nello stesso organello, di codificare individualmente ciò che manca all’altro. In questo modo, questi genomi mitocondriali generano tutti i componenti necessari per un mitocondrio funzionale.